# Tapa (stacja kolejowa)
Tapa – stacja kolejowa w Tapa, w prowincji Virumaa Zachodnia, w Estonii. Krzyżują się tu linie do Tallinna, Narwy oraz do Tartu. Zatrzymują się tu wszystkie pociągi osobowe, również Tallinn-Moskwa.
Stacja została otwarta w 1870 roku, razem z budową linii kolejowej pomiędzy Tallinnem i Narwą. Po wybudowaniu linii do Tartu w 1876 Tapa stała się stacją węzłową.